# Dallas (Dakota Południowa)
Dallas – miasto w stanie Dakota Południowa w hrabstwie Gregory w Stanach Zjednoczonych.
- Powierzchnia: 1,3 km²
- Ludność: 144 (2000)